# ساسکس (ویرجینیا)
ساسکس، ویرجینیا (انگلیسی: Sussex, Virginia)یک محل برگزاری سرشماری (CDP) در ولسوالی ساسکس، ویرجینیا، ایالات متحده است. جمعیت آن در سال ۲۰۱۰ سرشماری ۲۵۶ نفربود. منطقه تاریخی دادگاه بخش ساسکس در فهرست ثبت ملی اماکن تاریخی در سال ۱۹۷۳ ذکر شده‌است.